# 伊万·苏哈列夫
伊万·康斯坦丁诺维奇·苏哈列夫（羅馬化：Ivan Konstantinovich Sukharev；1978年6月10日—）是俄罗斯政治人物，第六届、第七届、第八届国家杜马代表。
1998年，苏哈列夫加入俄罗斯自由民主党。1998年至2001年任乌法党支部党员。2001年至2003年，他担任乌法弗拉基米尔·日里诺夫斯基公共接待办公室主任。2003年至2007年任该党乌法支部协调员。2001年至2006年，苏哈列夫在巴什基尔共和国律师协会担任律师。 2011年至2016年任第六届国家杜马代表。他成为季马·雅科夫列夫法的发起人之一。2014年5月，他支持关于成立顿涅茨克和卢甘斯克人民共和国的全民公投。2016年、2021年连续当选第七届、第八届国家杜马议员。